# Maxim Vylegzhanin
Maxim Mijáilovich Vylegzhanin –en ruso, Максим Михайлович Вылегжанин– (Sharkan, URSS, 18 de octubre de 1982) es un deportista ruso que compitió en esquí de fondo. 
Participó en dos Juegos Olímpicos de Invierno, obteniendo tres medallas de plata en Sochi 2014, en las pruebas de 50 km de relevo, velocidad por equipo (junto con Nikita Kriukov) y el relevo (con Dmitri Yaparov, Alexandr Bessmertnyj y Alexandr Legkov), y el octavo lugar en Vancouver 2010, en las pruebas de 50 km y relevos.
Ganó cinco medallas en el Campeonato Mundial de Esquí Nórdico entre los años 2009 y 2015.

## Palmarés internacional
| Juegos Olímpicos   | Juegos Olímpicos          | Juegos Olímpicos  | Juegos Olímpicos     |
| Año                | Lugar                     | Medalla           | Prueba               |
| ------------------ | ------------------------- | ----------------- | -------------------- |
| 2014               | Sochi (Rusia)             | Medalla de plata  | Velocidad por equipo |
| 2014               | Sochi (Rusia)             | Medalla de plata  | 50 km                |
| 2014               | Sochi (Rusia)             | Medalla de plata  | Relevo 4 × km        |
| Campeonato Mundial |                           |                   |                      |
| Año                | Lugar                     | Medalla           | Prueba               |
| 2009               | Liberec (República Checa) | Medalla de plata  | 50 km                |
| 2011               | Oslo (Noruega)            | Medalla de plata  | 30 km                |
| 2011               | Oslo (Noruega)            | Medalla de plata  | 50 km                |
| 2013               | Val di Fiemme (Italia)    | Medalla de bronce | Relevo 4 × 10 km     |
| 2015               | Falun (Suecia)            | Medalla de oro    | 30 km                |